# Scrioaștea
Scrioastea là một xã thuộc hạt Teleorman, România. Dân số thời điểm năm 2002 là 4373 người.